# شهرستان لی (ایلینوی)
شهرستان لی، ایلینوی (به انگلیسی: Lee County, Illinois) یک سکونتگاه مسکونی در ایالات متحده آمریکا است که در ایلینوی واقع شده‌است.

## نگارخانه

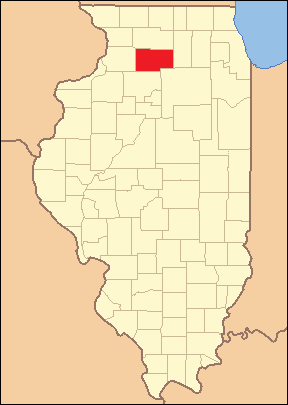